# Kasa zapomogowo-pożyczkowa
Kasa zapomogowo-pożyczkowa (KZP) – forma samopomocy pracowniczej, do 2021 r. funkcjonowała jako Pracownicza kasa zapomogowo-pożyczkowa. Kasy mogą być tworzone przez pracowników oraz emerytów i rencistów, we wszystkich zakładach pracy, jako zakładowe lub międzyzakładowe. Ze składek wypłacane są bezzwrotne zapomogi w sytuacjach określonych regulaminem i nieoprocentowane pożyczki, spłacane w ratach miesięcznych.
KZP działają w zakładach pracy, w oparciu o ustawę o ustawę z dnia 11 sierpnia 2021 roku o kasach zapomogowo - pożyczkowych. Zakład pracy ma obowiązek udzielić KZP nieodpłatnej pomocy w zakresie obsługi technicznej.